# Nephrotoma boliviana
Nephrotoma boliviana is een tweevleugelige uit de familie langpootmuggen (Tipulidae). De soort komt voor in het Neotropisch gebied.